# Paesi Bassi ai Giochi della VIII Olimpiade
I Paesi Bassi parteciparono ai Giochi della VIII Olimpiade, svoltisi a Parigi dal 4 maggio al 27 luglio 1924,  
con una delegazione di 177 atleti, di cui 9 donne, impegnati in 17 discipline,
aggiudicandosi 4 medaglie d'oro, 1 medaglia d'argento e 5 medaglie di bronzo.

## Medagliere

### Per discipline
| Sport            | Oro | Argento | Bronzo | Totale |
| ---------------- | --- | ------- | ------ | ------ |
| Equitazione      | 2   | 0       | 0      | 2      |
| Ciclismo         | 1   | 1       | 1      | 3      |
| Canottaggio      | 1   | 0       | 0      | 1      |
| Vela             | 0   | 0       | 1      | 1      |
| Atletica leggera | 0   | 0       | 1      | 1      |
| Scherma          | 0   | 0       | 1      | 1      |
| Tennis           | 0   | 0       | 1      | 1      |
| Totale           | 4   | 1       | 5      | 10     |

### Medaglie
| Medaglia | Atleta | Sport            | Evento                        |
| -------- | --- | ---------------- | ----------------------------- |
| Oro      | Teun Beijnen Willy Rösingh                                                                                  | Canottaggio      | Due senza maschile            |
| Oro      | Ko Willems                                                                                                  | Ciclismo         | 50 chilometri                 |
| Oro      | Adolf van der Voort van Zijp                                                                                | Equitazione      | Concorso completo individuale |
| Oro      | Adolf van der Voort van Zijp Charles Pahud de Mortanges Gerard de Kruijff Antonius Colenbrander             | Equitazione      | Concorso completo a squadre   |
| Argento  | Jacob Meijer                                                                                                | Ciclismo         | Velocità                      |
| Bronzo   | Jaap Boot Harry Broos Jan de Vries Rinus van den Berge                                                      | Atletica leggera | Staffetta 4×100 metri         |
| Bronzo   | Gerard Bosch van Drakestein Maurice Peeters                                                                 | Ciclismo         | Tandem                        |
| Bronzo   | Jan van der Wiel Arie de Jong Henri Wijnoldy-Daniëls Jetze Doorman Hendrik Scherpenhuijzen Maarten van Dulm | Scherma          | Sciabola a squadre maschile   |
| Bronzo   | Hendrik Timmer Kea Bouman                                                                                   | Tennis           | Doppio misto                  |
| Bronzo   | Joop Carp Anthonij Guépin Jan Vreede                                                                        | Vela             | 6 metri                       |

## Risultati

### Calcio
| Atleta | Classifica |                        |
| --- | --- | ---------------------- |
| V · D · M Nazionale olandese · Calcio ai Giochi Olimpici Estivi 1924 P de Boer · P van der Meulen · D Dénis · D Tetzner · D Verweij · C Horsten · C Krom · C Le Fèvre · C Oosthoek · C van Linge · A Breeuwer · A de Natris · A Formenoij · A Groosjohan · A Lash · A Pijl · A Roomberg · A Sigmond · A Snouck Hurgronje · A ter Beek · A Vermetten · A Visser · CT : Townley | 4° |                        |
| Nazionale olandese · Calcio ai Giochi Olimpici Estivi 1924 | |                        |
| P de Boer · P van der Meulen · D Dénis · D Tetzner · D Verweij · C Horsten · C Krom · C Le Fèvre · C Oosthoek · C van Linge · A Breeuwer · A de Natris · A Formenoij · A Groosjohan · A Lash · A Pijl · A Roomberg · A Sigmond · A Snouck Hurgronje · A ter Beek · A Vermetten · A Visser · CT: Townley                                                                       | P de Boer · P van der Meulen · D Dénis · D Tetzner · D Verweij · C Horsten · C Krom · C Le Fèvre · C Oosthoek · C van Linge · A Breeuwer · A de Natris · A Formenoij · A Groosjohan · A Lash · A Pijl · A Roomberg · A Sigmond · A Snouck Hurgronje · A ter Beek · A Vermetten · A Visser · CT: Townley | Paesi Bassi (bandiera) |

### Pallanuoto
| Atleta | Classifica |                        |
| --- | --- | ---------------------- |
| V · D · M Nazionale maschile olandese di pallanuoto · Giochi olimpici - Parigi 1924 G. Bohlander · W. Bohlander · Bokhoven · den Boer · Köhler · Struijs · H. van Senus · A.H. Gödings · van Olst · R. van Senus · CT : - | 7° |                        |
| Nazionale maschile olandese di pallanuoto · Giochi olimpici - Parigi 1924 | |                        |
| G. Bohlander · W. Bohlander · Bokhoven · den Boer · Köhler · Struijs · H. van Senus · A.H. Gödings · van Olst · R. van Senus · CT: -                                                                                      | G. Bohlander · W. Bohlander · Bokhoven · den Boer · Köhler · Struijs · H. van Senus · A.H. Gödings · van Olst · R. van Senus · CT: - | Paesi Bassi (bandiera) |